# بيرت لوكسلي
بيرت لوكسلي (بالإنجليزية: Bert Loxley)‏ هو مدرب كرة قدم ولاعب كرة قدم بريطاني في مركز نصف الجناح، ولد في 3 فبراير 1934 في Matlock, Derbyshire ‏ في المملكة المتحدة، وتوفي في 9 أكتوبر 2008. لعب مع نادي لينكولن سيتي ونادي مانسفيلد تاون ونوتس كاونتي.

## وصلات خارجية
- بيرت لوكسلي على موقع Soccerbase.com (مدرب) (الإنجليزية)